# エシルストゥーナ
エシルストゥーナ（スウェーデン語：Eskilstuna [ˈɛ̂sːkɪlsˌtʉːna] ( 音声ファイル)）は、スウェーデン南部、セーデルマンランド県の都市で、基礎自治体エシルストゥーナの中心地。基礎自治体の2014年の人口は100,092人であった。フィンランド系スウェーデン人が多く住んでいる。

## 出身者
- アンニ＝フリッド・リングスタッド - 女性ミュージシャン
- ケネット・アンデション - サッカー選手
- ミカ・ヴァイリネン - サッカー選手
- クリステル・リンダル - ドラァグクイーン

## スポーツ
- AFCエシルストゥーナ - サッカークラブ

## 姉妹都市
- エアランゲン、ドイツ
- エスビャウ、デンマーク
- スタヴァンゲル、ノルウェー
- ユヴァスキュラ、フィンランド
- ルートン、イングランド
- ハープサル、エストニア
- ユールマラ、ラトビア
- ガッチナ、ロシア
- リヴィウ、ウクライナ
- 臨沂市、中国
- マイソール、インド